# 悪役商会
悪役商会（あくやくしょうかい）は、映画やドラマなどで悪役を演じる俳優により構成されたグループである。リーダー（会長）は八名信夫。株式会社ハワード所属（代表取締役・竹谷英子）。

## 概要
1983年、「悪役俳優だけで今までやったことのない仕事をやる」ことを目的に八名を中心とした12名で結成。グループの名前の由来は結成の記者会見を行った際、「悪役」を「紹介」したことから。2022年現在、所属する俳優は70名。八名によると悪役商会の入会資格は、「悪役歴25年以上、殺した人数2000人以上、殺された回数700回以上」とのこと（結成時限定の話なのか、現在も続く資格なのかは不明）。
「悪役が犯罪を犯したら洒落にならない」というのが八名の信念で、軽微であっても罪を犯した役者は問答無用で脱退させている。結成後は映画やドラマで悪役を演じるだけでなく、コミカルな一面も披露することでバラエティ番組やCMなど活動の幅を広げた。

## 主な所属俳優など
※ 五十音順
- 葛西眞純
- ゲイムマン
- 柴崎蛾王
- 永坂竜胆
- 西中節也
- 速水竜樹
- 八名信夫（リーダー）
- 烈浩

## かつて所属していた俳優
※ 五十音順
- 石橋雅史
- 井上克一
- 岩城力也
- 榎木兵衛
- 大下哲矢
- 柿辰丸
- 桐生コウジ
- 黒須銀二
- 佐藤晟也
- 関山耕司
- 千本松喜兵衛
- 滝川健
- 丹古母鬼馬二
- 単千起
- 外山高士
- 南雲佑介
- 松本政彦（後に「TIM」のゴルゴ松本）
- 三重街恒二
- 武藤英司
- 山本昌平
- 吉川拳生
- 若尾義昭

## 主な活動

### 舞台
- エーおせんにキャラメル
- 婆ちゃん

### CM
（団体での出演）
- 久光製薬「サロンシップ」（結成当時）
- 味の素「アルギンZ」（1984年頃）
- 作業着の「寅壱」（1990年代、テレビ東京「クイズ赤恥青恥」などで放送）

### Vシネマ
- DiGi mation 2 凡!BOMBERMAN（1990年、ハドソン）
- 悪役商会 狼たちの仁義（1991年、東映ビデオ）

### その他
- 結成時より現在まで、老人ホームや刑務所などを訪問するボランティア活動を続けている。
- たけしの誰でもピカソのアートバトルに出場し、港のヨーコヨコハマヨコスカを替え歌で歌ったり、第九をアレンジして歌うも勝ち抜きはならなかった。
- めちゃ×2イケてるッ!の人気企画だった七人のしりとり侍にて野武士（しりとりの敗者を袋だたきにする集団）として商会の若手が出演していたが、その野武士達の行動が「いじめを助長するおそれがある」としてBRO（現BPO）の審議によりコーナー終了となった（コーナー終結宣言は会長の八名信夫が行っている）。最終回では突然のコーナー終了で困っている悪役商会の現状が語られ、滝川健は「しりとり侍の収入を当てにしていた新婚の奥様が悲しんでいる」、柴崎蛾王は「しりとり侍の収入を当てにしていた娘のランドセルが買えない」、桐生コウジは「しりとり侍の収入を当てにしていた30年の住宅ローンの行く先が超不安」とめちゃイケメンバーに訴えたが、皮肉とも取れるため真偽は不明（後に発売された「めちゃイケ大百科事典」の「野武士」の項にて同様の記述がある[要ページ番号]）。
- TBSラジオ「あべこうじのポッドキャスト番長」内のコーナー「さっくんのひとりでできるかな」では、芸人でこの分野に関しては素人であった佐久間一行に「悪役商会」の5人がヤクザを演じるうえでの発声の仕方などを教えている。
- 「オレたちひょうきん族」の「ひょうきんベストテン」でチェッカーズのものまねをし、八名信夫が藤井フミヤを担当した。